# Wilhelm Leven
Wilhelm Leven (* 18. März 1867 in Wald, heute Solingen; † 16. Juni 1929 in Gera) war ein deutscher Journalist und Politiker (SPD, USPD).

## Familie
Leven war der Sohn des Heimarbeiters Carl Gustav Leven und dessen Ehefrau Luise geborene Stöcken. Er war zunächst evangelisch-lutherisch (später trat er aus der Kirche aus) und heiratete am 31. Oktober 1893 in Wald Johanna Kühn (* 12. Februar 1870 in Wald; † 18. Juli 1925 in Gera), die Tochter des Drechslers Emil Kühn aus Wald.

## Leben
Leven besuchte 1873 bis 1881 die Volksschule in Wald. Aufgrund der sozialen Notlage der Eltern war ein Besuch einer weiterführenden Schule nicht möglich. 1881 trat er in den väterliche Betrieb ein. Neben der Arbeit bildete er sich weiter. 1891 bis 1892 war er Angestellter in der Redaktion und Expedition der Rheinisch-Westfälischen Arbeiterzeitung. Mai bis August 1892 war er Redakteur der Thüringischen Tribüne in Gera und September 1892 bis 1920 politischer Redakteur bei der Reußischen Tribüne in Gera, einer SPD-Parteizeitung.

## Politik
Leven wurde Mitglied im sozialdemokratischen Verein in Debschwitz bei Gera und damit der SPD. 1893–1896 war er Vorsitzender des Arbeiterbildungsvereins und 1896–1903 Vorsitzender der SPD in Gera. In den Jahren 1893, 1895, 1896, 1899, 1902, 1903 und 1911 nahm er an Reichsparteitagen der SPD teil. 
Er war ab 1898 Mitglied des Gemeinderats von Gera. Im gleichen Jahr wurde er auch in den Landtag Reuß jüngerer Linie gewählt, dem er bis zu dessen Ende angehörte. 1901 bis 1913 war er dort stellvertretender Schriftführer. 1917 wurde er Mitglied der USPD, 1922 kehrte er zur SPD zurück. Nach der Novemberrevolution wurden Landtag und Gemeinderat erstmals in allgemeinen und gleichen Wahlen bestimmt und die sozialistischen Parteien erhielten eine breite Mehrheit. Leven war daher vom 17. Februar 1919 bis zu dessen Auflösung am 31. März 1921 Präsident des Einzellandtages. Daneben war er ab dem 19. Februar 1919 Präsident des Gemeinsamen Landtages beider reußischer Staaten (ab April 1919 Volksstaat Reuß) bzw. der nach der Gründung des Landes Thüringen aus diesem Landtag hervorgegangenen, 1921 verkleinerten und schließlich zum 31. März 1923 aufgelösten Gebietsvertretung Gera-Greiz. Vom 16. Dezember 1919 bis zum 20. Juli 1920 war er Mitglied im Volksrat von Thüringen. Vom 16. Dezember 1919 bis zum 10. Juli 1920 war er dort stellvertretender Präsident.
Am 10. Februar 1920 wurde er vom Gemeinderat zum hauptamtlichen Bürgermeister (dem Stellvertreter des Oberbürgermeisters) gewählt und musste damit sein Mandat im Gemeinderat aufgeben. Nach der Neufassung der Gemeindeordnung wurde er am 24. Oktober 1922 in diesem Amt bestätigt (Amtsbezeichnung war nun Erster Beigeordneter). 1925 wurde er erneut wiedergewählt und ging zum 15. März 1929 auf eigenen Wunsch in Ruhestand.

## Ehrungen
Die Levenstraße in Gera (Verbindungsstraße zwischen der Dornaer Straße und der Herderstraße) wurde nach ihm benannt.